# Perseguição predatória

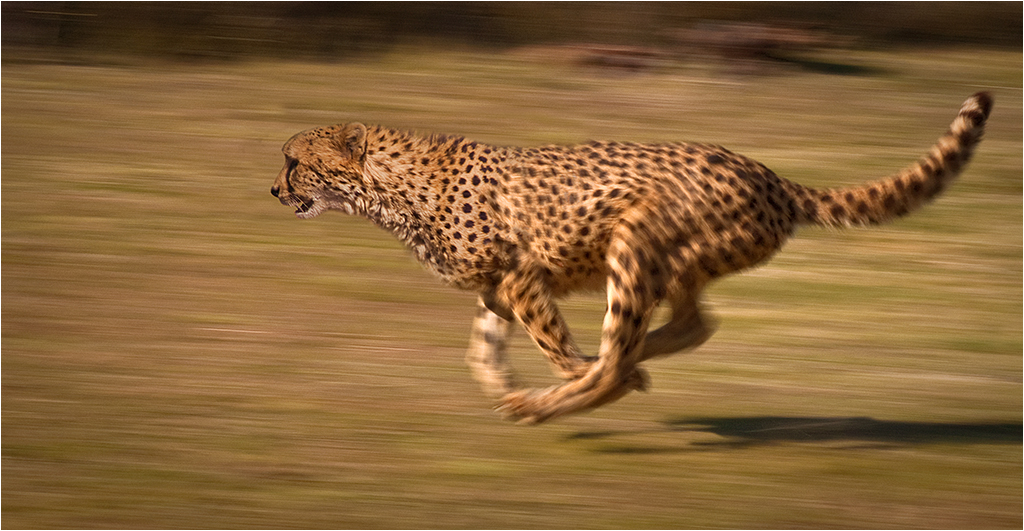
Um Acinonyx jubatus (chita) exibindo um movimento de perseguição predatória

A perseguição predatória, caça predatória ou predação por perseguição é uma forma de predação na qual os predadores perseguem ativamente suas presas, sozinhos ou em grupo. É uma estratégia de predação alternativa para predação por emboscada - os predadores de perseguição contam com velocidade superior, resistência e/ou trabalho em equipe para capturar a presa, enquanto os predadores de emboscada usam furtividade, atração, uso do ambiente e o elemento surpresa para capturar a presa. Embora os dois padrões de predação não sejam mutuamente exclusivos, as diferenças morfológicas no plano corporal de um organismo podem criar um viés evolutivo que favorece qualquer tipo de predação.
A predação de perseguição é tipicamente observada em espécies carnívoras do reino Animalia, como chitas, leões, lobos e espécies Homo primitivas. A perseguição pode ser iniciada pelo predador ou pela presa se for alertada da presença de um predador e tentar fugir antes que o predador se aproxime. A perseguição termina quando o predador alcança e ataca a presa com sucesso, ou quando o predador abandona a tentativa depois que a presa o ultrapassa e escapa.
Uma forma particular de predação de perseguição é a caça de persistência, onde o predador persegue a presa lenta mas persistentemente para desgastá-la fisicamente com fadiga ou superaquecimento; alguns animais são exemplos de ambos os tipos de perseguição.

## Estratégia
Ainda há incerteza se os predadores se comportam com uma tática ou estratégia geral enquanto atacam. No entanto, entre os predadores de perseguição existem vários comportamentos comuns. Muitas vezes, os predadores exploram presas em potencial, avaliando a quantidade e a densidade da presa antes de se envolver em uma perseguição. Certos predadores optam por perseguir presas principalmente em um grupo de coespecíficos; esses animais são conhecidos como caçadores de matilha ou perseguidores de grupo. Outras espécies optam por caçar sozinhas. Esses dois comportamentos são tipicamente devido a diferenças no sucesso da caça, onde alguns grupos são muito bem-sucedidos em grupos e outros são mais bem-sucedidos sozinhos. Os predadores de perseguição também podem optar por esgotar seus recursos metabólicos rapidamente ou caminhar durante uma perseguição. Essa escolha pode ser influenciada por espécies de presas, configurações sazonais ou configurações temporais. Predadores que esgotam rapidamente seus recursos metabólicos durante uma perseguição tendem a perseguir primeiro suas presas, aproximando-se lentamente de suas presas para diminuir a distância e o tempo de perseguição. Quando o predador está a uma distância mais próxima (uma que levaria a uma captura mais fácil da presa), ele finalmente o persegue. A perseguição em ritmo é mais comumente vista na perseguição em grupo, pois os animais individuais não precisam exercer tanta energia para capturar presas. No entanto, esse tipo de busca requer coordenação de grupo, que pode ter graus variados de sucesso. Como os grupos podem se envolver em perseguições mais longas, eles geralmente se concentram em separar uma presa mais fraca ou mais lenta durante a perseguição. Morfologicamente falando, enquanto a predação de emboscada requer furtividade, a predação de perseguição requer velocidade; predadores de perseguição são proporcionalmente longos e equipados com adaptações cursoriais. As teorias atuais sugerem que essa abordagem proporcionalmente longa ao plano corporal foi uma contramedida evolutiva para a adaptação da presa.

## Predadores de grupo

### Mamíferos
Matilhas de cães selvagens africanos (Lycaon pictus) são conhecidas por se dividirem em vários grupos menores durante a perseguição; um grupo inicia a perseguição, enquanto o outro viaja à frente do caminho de fuga da presa. O grupo de iniciadores de perseguição coordena sua perseguição para levar a presa para a localização do segundo grupo, onde o caminho de fuga da presa será efetivamente cortado.

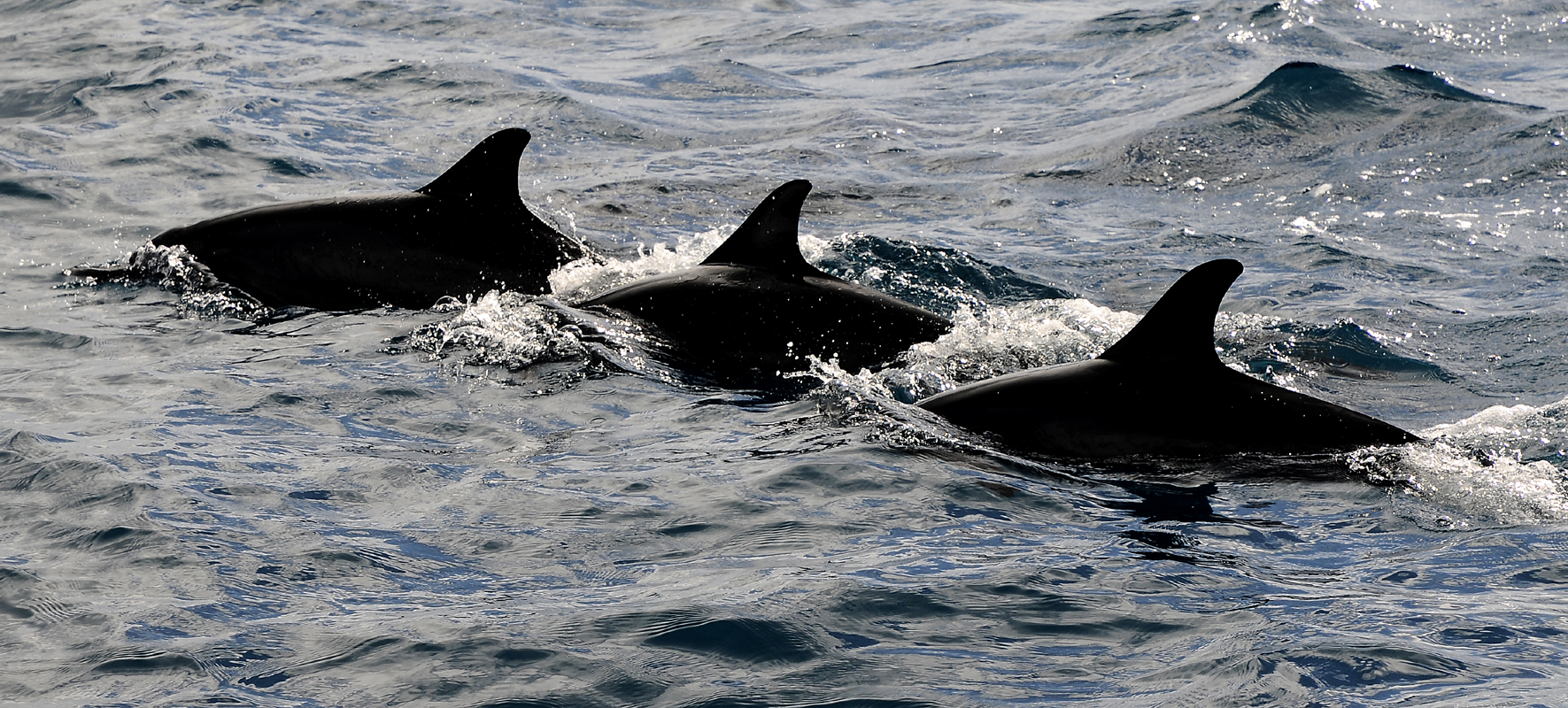
Um grupo de golfilhos

Golfinhos nariz-de-garrafa (Tursiops) foram mostrados exibindo comportamentos semelhantes de especialização de papéis de perseguição. Um grupo dentro do grupo dos golfinhos, conhecido como os motoristas, persegue os peixes - forçando os peixes a formar um círculo apertado, enquanto o outro grupo do grupo, as barreiras, se aproximam dos peixes na direção oposta. Este ataque duplo deixa o peixe com apenas a opção de pular para fora da água para escapar dos golfinhos. No entanto, os peixes são completamente vulneráveis no ar; é neste ponto que os golfinhos saltam e pegam os peixes.
Na caça dos leões (Panthera leo), cada membro do grupo de caça recebe uma posição, do flanco esquerdo ao flanco direito, a fim de obter melhor suas presas. Acredita-se que tais especializações em papéis dentro do grupo aumentem a sofisticação da técnica; os membros nas bordas do grupo do leão são mais rápidos e levarão a presa para o centro, onde os membros maiores, mais fortes e assassinos do bando derrubarão a mesma. Muitas observações de perseguidores de grupo observam um tamanho ideal de caça em que o número de presas mortas são maximizadas em relação aos custos (quilômetros cobertos ou ferimentos sofridos). O tamanho dos grupos geralmente depende de aspectos do ambiente: número de presas, densidade de presas, número de competidores, mudanças sazonais, etc.

### Aves
Embora geralmente se acredite que as aves sejam caçadoras individuais, existem alguns exemplos, especialmente de aves de rapina, que cooperam durante as perseguições. Os gaviões-asa-de-telha (Parabuteo unicinctus) têm duas estratégias cooperativas para a caça: cercando e cobertura de penetração e ataque de revezamento de perseguição longa. A primeira estratégia envolve um grupo de gaviões cercando a presa escondida sob alguma forma de cobertura, enquanto outro falcão tenta penetrar na cobertura da presa. A tentativa de penetração libera a presa de sua cobertura, onde é rapidamente morta por um dos gaviões ao redor.
A segunda estratégia é menos comumente usada: envolve um "ataque de revezamento" no qual um grupo de falcões, liderado por um falcão "líder", se envolve em uma longa perseguição à presa. O falcão "líder" mergulhará para matar a presa. Se o mergulho não for bem sucedido, o papel do "líder" muda para outro gavião que então mergulhará em outra tentativa de matar a presa. Durante um ataque de revezamento observado, 20 mergulhos e, portanto, 20 trocas de liderança foram observadas.

## Predadores individualistas

### Mamíferos

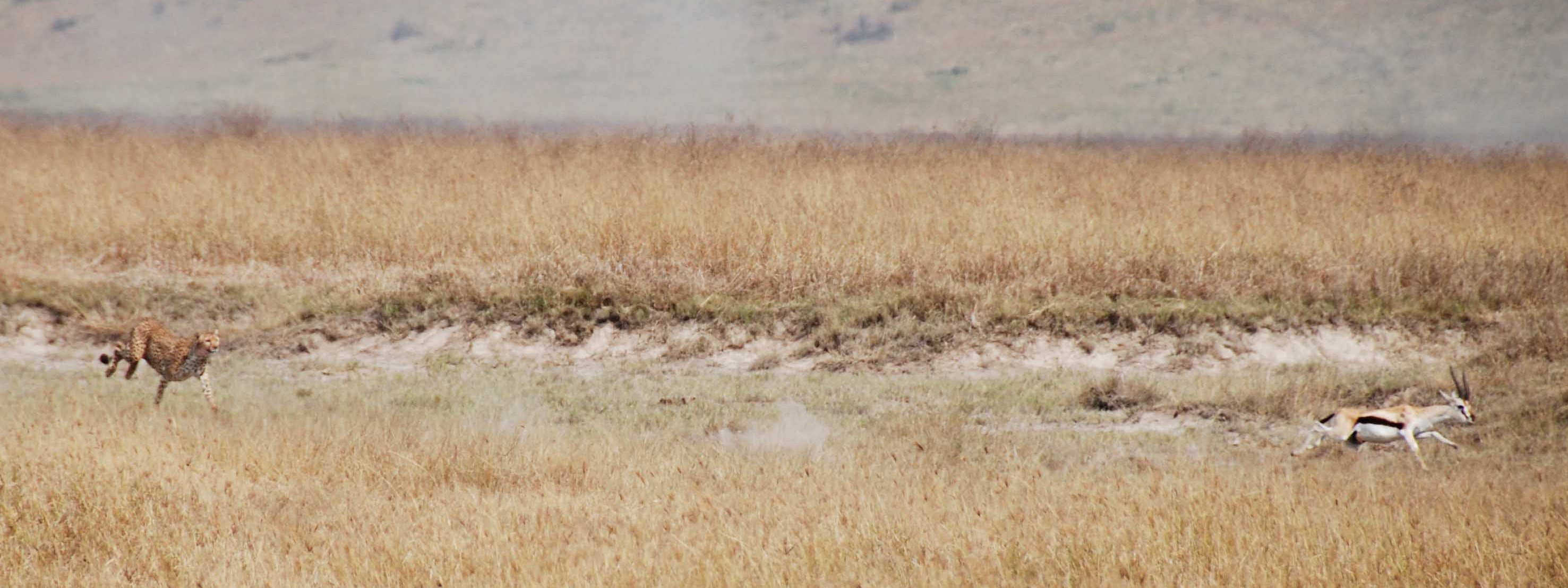
Uma chita perseguindo uma gazela

Enquanto a maioria das espécies de grandes felinos são predadores solitários de emboscada ou caçadores de matilha, as chitas (Acinonyx jubatus) são principalmente predadores de perseguição solitária. Amplamente conhecido como o animal terrestre mais rápido com velocidades de corrida atingindo 61–64 milhas por hora (98–103 km/h; 27–29 m/s), as chitas aproveitam sua velocidade durante as perseguições. No entanto, sua velocidade e aceleração também apresentam desvantagens, pois ambas dependem do metabolismo anaeróbico e só podem ser sustentadas por curtos períodos de tempo. Estudos mostram que as chitas podem manter a velocidade máxima por até uma distância de aproximadamente 500 jardas (460 m), que é apenas cerca de 20 segundos de corrida, antes que a fadiga e o superaquecimento se instalem. Devido a essas limitações, as chitas são frequentemente observadas caminhando silenciosamente em direção à presa para encurtar a distância antes de correr em velocidades moderadas durante as perseguições.
Há alegações de que a chave para o sucesso da perseguição das chitas pode não ser apenas uma explosão de velocidade. As chitas são extremamente ágeis, capazes de mudar de direção em períodos muito curtos de tempo enquanto correm em velocidades muito altas. Essa manobrabilidade pode compensar perseguições insustentáveis em alta velocidade, pois permite que um guepardo feche rapidamente a distância sem ter que desacelerar quando a presa muda de direção repentinamente.

### Aves
O Myioborus pictus é um dos pássaros perseguidores mais bem documentados. Quando as moscas, presas de Myioborus, são alertadas da presença de predadores, elas respondem fugindo. Os Myioborus aproveitam essa resposta anti-predador espalhando e orientando suas asas e caudas facilmente perceptíveis, alertando as moscas, mas apenas quando estão em uma posição onde o caminho de fuga das moscas cruza com o campo de visão central do Myioborus. Quando o caminho da presa está neste campo de visão, a taxa de captura de presas do Myioborus está no máximo. Uma vez que as moscas começam a fugir, o Myioborus começa a perseguir. Foi proposto que os Myioboruss exploram dois aspectos da sensibilidade visual de suas presas: sensibilidade à localização do estímulo no campo visual da presa e sensibilidade à direção do ambiente de estímulo. A eficácia desta perseguição também pode ser explicada pelo "efeito inimigo raro", uma consequência evolutiva de interações multi-espécies predador-presa.